# Blonville-sur-Mer
Blonville-sur-Mer är en kommun i departementet Calvados i regionen Normandie i norra Frankrike. Kommunen ligger i kantonen Trouville-sur-Mer som ligger i arrondissementet Lisieux. År 2022 hade Blonville-sur-Mer 1 585 invånare.

## Befolkningsutveckling
Antalet invånare i kommunen Blonville-sur-Mer
Referens: INSEE